# Vergiate

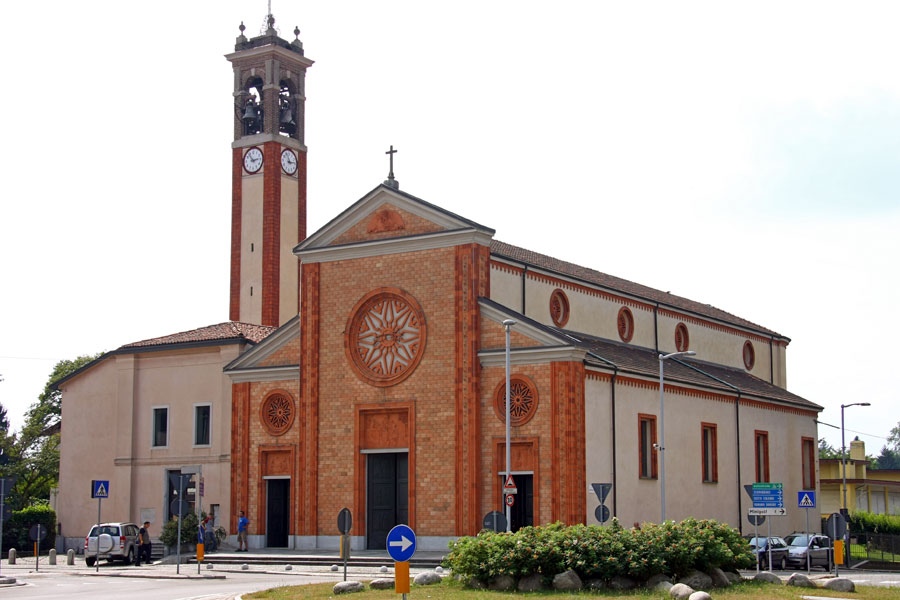
Pfarrkirche Sankt Martin in Vergiate

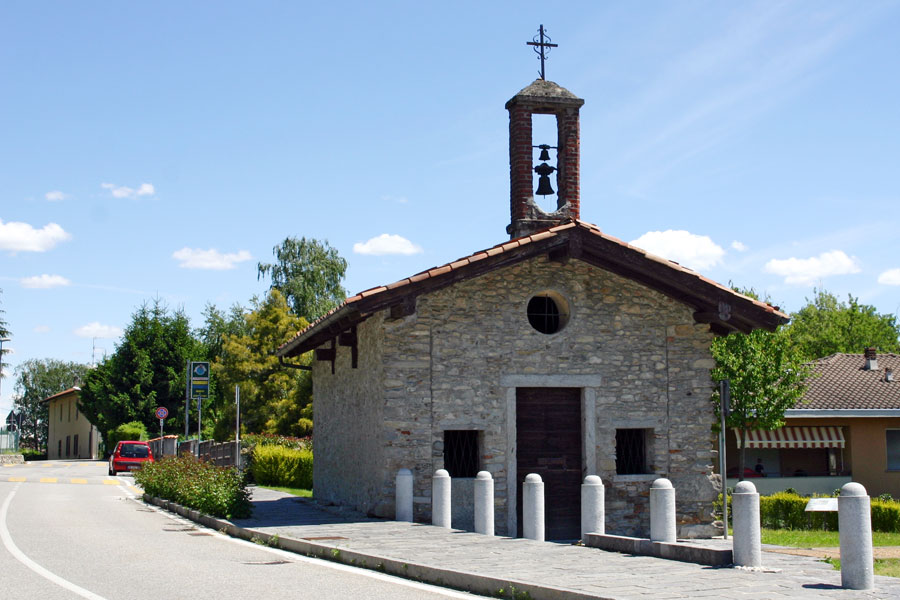
Kirchlein San Gallo

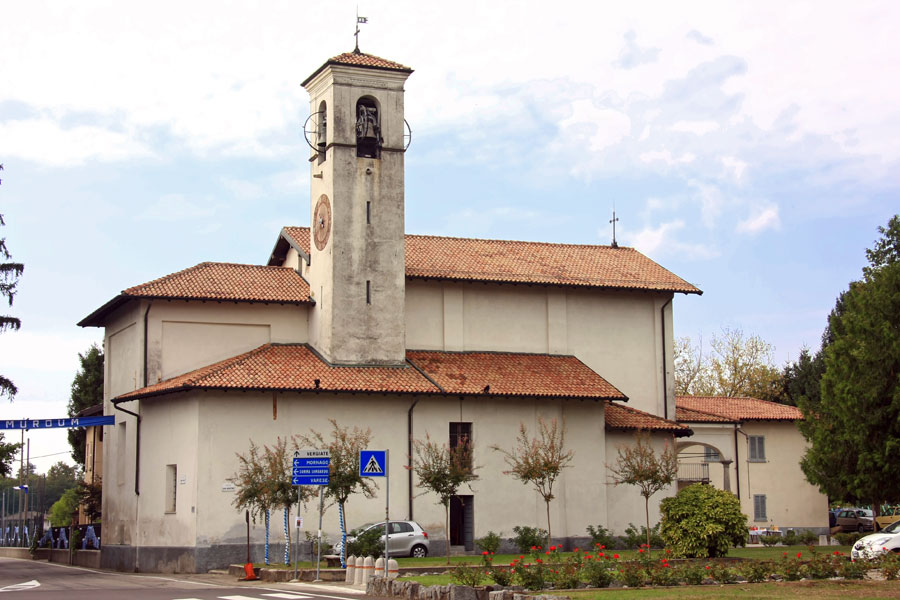
Kirche Sankt Martin im Cimbro

Vergiate ist eine Gemeinde (comune) in der Provinz Varese in der Lombardei.

## Geographie
Die Gemeinde liegt etwa 10 Kilometer südwestlich von Varese im Tal des Ticino im Parco Lombardo Valle del Ticino und bedeckt eine Fläche von 21,61 km². Zu Vergiate gehören die Fraktionen Cimbro, Corgeno, Cuirone und Sesona. Die Nachbargemeinden sind Arsago Seprio, Casale Litta, Comabbio, Golasecca, Mercallo, Mornago, Sesto Calende, Somma Lombardo und Varano Borghi.

## Geschichte
Vergiate war Teil der Contado del Seprio und wurde später in das Lehen von Somma eingegliedert. Der Ort wird in den Statuten der Straßen und Gewässer der Grafschaft Mailand von 1346 erwähnt, wo er unter den Gemeinden der Pieve von Somma aufgeführt ist (1346). Im Grundbuch des Herzogtums Mailand von 1558 und in den nachfolgenden Änderungen von 1590 und zu Beginn des 17. Jahrhunderts gehörte Vergiate zu den in der Pieve Somma erfassten Gemeinden. Das Gebiet gehörte bis 1712 der Familie Visconti und ging dann in den Besitz der Familie Castelbarco-Visconti über. Nach den Antworten auf 45 Fragen des zweiten Volkszählungsrates im Jahr 1751 wurde die Gemeinde ohne Zahlung von Lehnsabgaben an den Markgrafen Ermes Visconti von Somma belehnt. Der Richter von Somma hatte die ordentliche Gerichtsbarkeit über das Gebiet inne, während der Eid in der Bank des Vikars von Seprio in Gallarate abgelegt wurde. Der Kanzler residierte in Sesto Calende und erhielt 30 Lire im Jahr als Gehalt. Er wurde mit den städtischen Unterlagen betraut.
Mit der Aktivierung der Gemeinden der Provinz Mailand, gemäß der territorialen Aufteilung des Königreichs Lombardo-Venetien (Mitteilung vom 12. Februar 1816), wurde die Gemeinde Vergiate in den Bezirk XVI der Somma aufgenommen. Vergiate, eine Gemeinde mit einer Vorladung, wurde im Bezirk XVI der Somma durch die spätere territoriale Aufteilung der lombardischen Provinzen bestätigt (Mitteilung vom 1. Juli 1844). Im Jahr 1853 (Anmeldung vom 23. Juni 1853) wurde Vergiate, eine Gemeinde mit einer Generalversammlung und 772 Einwohnern, in den Bezirk XIII der Somma aufgenommen.
Nach dem vorübergehenden Zusammenschluss der lombardischen Provinzen mit dem Königreich Sardinien wurde die Gemeinde Vergiate mit 961 Einwohnern, die von einem fünfzehnköpfigen Gemeinderat und einem zweiköpfigen Stadtrat verwaltet wird, auf der Grundlage der durch das Gesetz vom 23. Oktober 1859 geschaffenen territorialen Aufteilung in das Mandamento V di Somma, circondario IV di Gallarate, Provinz Mailand, aufgenommen. Bei der Gründung des Königreichs Italien im Jahr 1861 hatte die Gemeinde 1048 Einwohner.
(Volkszählung 1861). Nach dem Gesetz über die Gemeindeorganisation von 1865 wurde die Gemeinde von einem Bürgermeister, einem Rat und einem Ausschuss verwaltet. Im Jahr 1867 wurde die Gemeinde in den Bezirk Somma Lombardo, Bezirk Gallarate und Provinz Mailand eingegliedert. Im Jahr 1869 wurden der Gemeinde Vergiate die unterdrückten Gemeinden Corgeno, Cuvirone und Sesana angegliedert (R. D. 7. März 1869, Nr. 4960). Im Jahr 1871 wurde die Gemeinde Cimbro zur Gemeinde Vergiate zusammengefasst und von der Gemeinde Mornago abgetrennt (R.D. 19. Juli 1871, Nr. 366).
Im Jahr 1924 wurde die Gemeinde in den Bezirk Gallarate der Provinz Mailand eingegliedert. Nach der Reform
Nach der Gemeindereform von 1926 wurde die Gemeinde von einem Podestà verwaltet. Im Jahr 1927 wurde die Gemeinde der Provinz Varese zugeschlagen. Nach der Gemeindereform von 1946 wurde die Gemeinde Vergiate von einem Bürgermeister, einer Junta und einem Rat verwaltet. Im Jahr 1971 hatte die Gemeinde Vergiate eine Fläche von 2161 Hektar.

## Bevölkerung
| Bevölkerungsentwicklung | Bevölkerungsentwicklung | Bevölkerungsentwicklung | Bevölkerungsentwicklung | Bevölkerungsentwicklung | Bevölkerungsentwicklung | Bevölkerungsentwicklung | Bevölkerungsentwicklung | Bevölkerungsentwicklung | Bevölkerungsentwicklung | Bevölkerungsentwicklung | Bevölkerungsentwicklung | Bevölkerungsentwicklung | Bevölkerungsentwicklung | Bevölkerungsentwicklung |
| ----------------------- | ----------------------- | ----------------------- | ----------------------- | ----------------------- | ----------------------- | ----------------------- | ----------------------- | ----------------------- | ----------------------- | ----------------------- | ----------------------- | ----------------------- | ----------------------- | ----------------------- |
| Jahr                    | 1751                    | 1805                    | 1809                    | 1811                    | 1853                    | 1871                    | 1881                    | 1901                    | 1921                    | 1951                    | 1971                    | 1991                    | 2001                    | 2021                    |
| Einwohner               | 440                     | 644                     | *899                    | *1804                   | 772                     | 3099                    | 3471                    | 4418                    | 4027                    | 5116                    | 6945                    | 8086                    | 8414                    | 8649                    |

- 1809 Fusion mit Sesona
- 1811 Fusion mit Cimbro, Corgeno und Cuirone

## Verkehr
Vergiate liegt an der Autostrada A8dir, die das Piemont mit der Lombardei verbindet. Südlich der Gemeinde liegt der Aeroporto di Vergiate. An der Bahnstrecke Domodossola–Milano liegt der Haltepunkt von Vergiate.

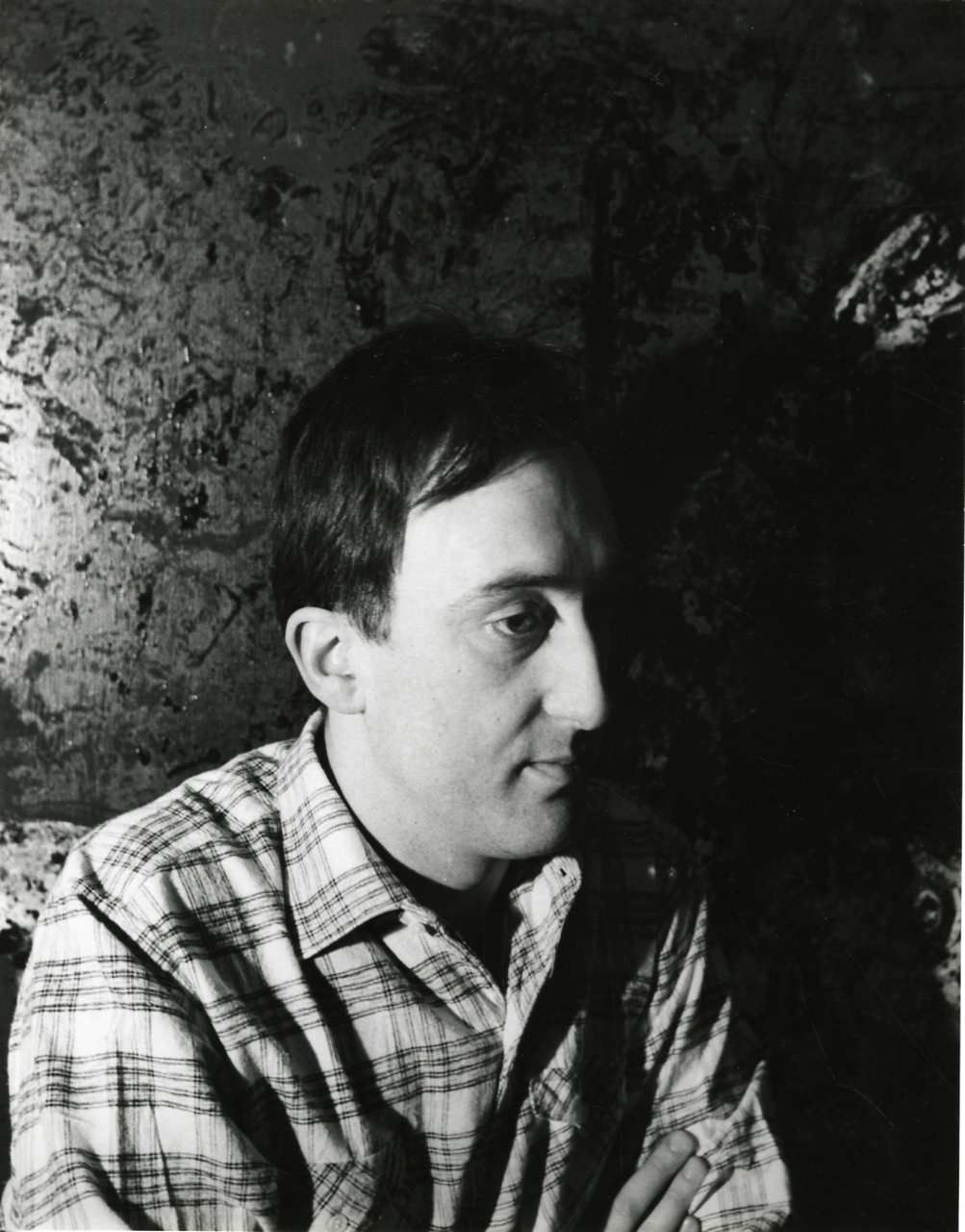
Enrico Baj

## Industrie
Die Produktion von Flugzeugen, die auf die Anfänge der Luftfahrt zurückgehen und Maschinen von erheblicher Bedeutung beinhalten, darunter transatlantische Wasserflugzeuge der 1930er Jahre (SIAI war das Akronym für Società Idrovolanti Alta Italia mit dem Stammwerk im benachbarten Sesto Calende), wurde im Rahmen einer Reorganisation der Finmeccanica-Gruppe an Aermacchi verkauft und vollständig durch Hubschrauber der Marke AgustaWestland ersetzt.

## Sehenswürdigkeiten
- Romanische Kirche San Gallo erbaut um 1000 nach Christus[2]
- Kirche Santa Maria Assunta[3]
- Pfarrkirche San Martino (mit einem Altar aus dem 17. Jahrhundert von Bernardino Castelli da Velate und einer Orgel von 1898, die von der Firma von Cesare Bernasconi und dessen Sohn Giovanni aus Varese gebaut wurde)[4]
- Kirche Sankt Martin in der Fraktion Cimbro
- mittelalterliche Türme von Corgeno (zu Ruinen reduziert)[5]
- Muhle della Colombara[6]

## Persönlichkeiten
- Enrico Baj (1924–2003), Maler